# Severín
Severín - Северин (rus) - és un khútor del krai de Krasnodar, a Rússia. Es troba a les terres baixes del Kuban-Azov, a la vora dreta del riu Kuban. És a 2 km al sud de Tbilísskaia i a 102 km a l'est de Krasnodar.
Pertany a l'stanitsa de Tbilísskaia.